# Life Is Strange 2
Life Is Strange 2 é um jogo eletrônico episódico de aventura gráfica desenvolvido pelo estúdio francês Dontnod Entertainment e publicado pela Square Enix. Os cinco episódios foram lançados entre setembro de 2018 e dezembro de 2019 para Microsoft Windows, PlayStation 4 e Xbox One e, posteriormente, também foi lançado para os sistemas macOS e Linux sendo que ambas foram desenvolvidas e publicadas pela Feral Interactive. O título é uma sequência direta na série principal da franquia Life Is Strange e apresenta uma nova história acompanhando dois irmãos hispânicos viajando pelos Estados Unidos enquanto fogem da polícia. Um jogo gratuito intitulado The Awesome Adventures of Captain Spirit foi lançado em junho de 2018 e serviu como uma introdução de Life Is Strange 2.
A Dontnod começou a desenvolver o jogo em meados de 2016. Eles optaram por estruturá-lo no formato de um filme de estrada em contraste com o jogo original. O jogo foi recebido com críticas geralmente favoráveis como os títulos anteriores. As análises elogiaram o relacionamento dos personagens enquanto o retrato do tema racismo presente no jogo obteve recepção divergente.

## Jogabilidade
Life Is Strange 2 é uma aventura gráfica jogada a partir de uma câmera com perspectiva em terceira pessoa. O jogador assume o controle de Sean Diaz, um adolescente mexicano-americano de dezesseis anos de idade. Sean é capaz de interagir com o ambiente, coletar objetos para guardá-los em um inventário e também se comunicar com personagens não-jogáveis por meio do sistema de conversas baseado em uma árvores de diálogo. Caso o jogador tenha jogado a demonstração The Awesome Adventures of Captain Spirit, todas as decisões tomadas são transferidas para o Life Is Strange 2. O personagem Capitão Spirit foi reintroduzido no segundo episódio do jogo. As escolhas feitas em Life Is Strange 2 guia o jogador para diferentes acontecimentos que agem como ramificações da história, podendo afetar o comportamento do irmão mais novo, Daniel, bem como o de outros personagens.

## Enredo
Em 2016, Sean Diaz, um adolescente mexicano-americano de dezesseis anos, mora com seu irmão Daniel de nove anos e seu pai Esteban em Seattle depois que a mãe de Sean, Karen, os deixou após o nascimento de Daniel. Um dia, Sean intervém quando seu vizinho Brett assedia Daniel inadvertidamente ferindo Brett no momento em que é flagrado por um policial. Esteban chega ao local e é baleado e morto pelo policial. Uma explosão repentina danifica a casa, e Sean foge com Daniel antes que mais policiais cheguem. Agora fugitivos, Sean decide levar Daniel à cidade natal de seu pai, Puerto Lobos, no México, e começa a influenciar a moralidade de Daniel. Perto do Monte Rainier, os irmãos são reconhecidos pelo proprietário de um posto de gasolina, mas conseguem escapar com a ajuda de um blogueiro viajante chamado Brody Holloway. Eles descobrem que Daniel levou um filhote da loja, que ele dá o nome de Cogumela. Brody arranja um quarto de motel para os irmão e segue viagem. No motel, Daniel descobre a morte de Esteban e fica com raiva revelando possuir habilidades telecinéticas latentes que causaram a explosão em Seattle.
Os irmãos passam um mês em uma cabana abandonada, onde Sean ajuda a treinar as habilidades de Daniel. Depois que Daniel adoece, Sean decide levá-lo para a casa dos avós maternos Claire e Stephen Reynolds, nas proximidades de Beaver Creek, Óregon. Daniel fica ainda mais devastado quando Cogumela é morta por um puma. Em Beaver Creek, Claire e Stephen aceitam os irmãos, apesar do abandono de Karen, e Daniel faz amizade com Chris, um garoto com imaginação fértil que mora na casa ao lado, depois de usar seus poderes salvando-o de cair de sua casa na árvore; evento que leva Chris a pensar que ele possui superpoderes. Daniel obriga Sean a invadir o antigo quarto de Karen para aprender mais sobre ela, onde descobrem uma carta de Karen pedindo aos pais para cuidar de seus filhos após o incidente de Seattle, junto com suas informações de contato. A polícia chega logo depois dizendo que Sean e Daniel foram vistos em público. Claire, Stephen e Chris ajudam os irmãos a escapar.
Sean e Daniel se juntam aos clandestinos Finn e Cassidy viajando para a Califórnia, com os quatro conseguindo empregos remunerados em uma fazenda de maconha no Condado de Humboldt, Califórnia, administrada por um traficante chamado Merrill. Sean passa mais tempo com seus novos amigos, deixando Daniel frustrado por não poder mostrar seus poderes. No dia do pagamento, Merrill flagra Daniel bisbilhotando suas coisas e se recusa a pagar o grupo, levando Daniel a revelar seus poderes para os outros. Finn secretamente obriga Daniel a usar seus poderes para roubar dinheiro de Merrill; independentemente de Sean participar ou não, o assalto falha quando Merrill é alertado. Com raiva, Daniel destrói a casa de Merrill com seus poderes, nocauteando todos os outros e fazendo com que o olho esquerdo de Sean seja furado por um caco de vidro.
Dois meses depois, Sean acorda de um coma sob custódia do FBI. Ele encontra uma carta de Jacob, um dos trabalhadores da fazenda, que afirma que Jacob encontrou Daniel após o acidente e o levou para sua cidade natal, Haven Point, Nevada. Sean escapa da custódia e viaja para Haven Point. Lá, ele descobre que Daniel foi levado por Lisbeth, líder de um culto religioso que apresenta os poderes de Daniel como um presente divino para converter seus seguidores. Após não obter sucesso na tentativa inicial de recuperar Daniel, Sean é encontrado por Karen, a quem Jacob também havia contatado para obter ajuda. Sean e Karen começam a se reconectar e estabelecer um plano com Jacob para salvar Daniel e a irmã mais nova de Jacob, Sarah-Lee. Eles encontram arquivos que provam que Lisbeth fez terapia de conversão em Jacob e se recusa a levar Sarah-Lee a um médico para tratar sua pneumonia, e usam isso para convencer Daniel a acompanhá-los, queimando acidentalmente a igreja no processo.
Sean e Daniel viajam com Karen para uma cidade isolada chamada Away, no Arizona, onde Sean faz os últimos preparativos para cruzar a fronteira até o México. Sean faz amizade com David Madsen, um ex-oficial de segurança de Arcadia Bay, Óregon, que sugere que Sean se entregue às autoridades para obter um melhor resultado para ele e Daniel. Eles descobrem que as autoridades rastrearam Karen por sua participação no incêndio da igreja de Haven Point. Karen permite que seus filhos escapem ficando para trás para ser presa. Eles chegam o muro da fronteira Estados Unidos–México, que Daniel abre com seus poderes. Antes que eles possam atravessar, Daniel é ferido por uma bala de dois vigilantes e o grupo é capturado pela polícia local. Daniel resgata Sean durante seu interrogatório e os dois fogem para uma porta de entrada do México. No entanto, eles o encontram bloqueado pelos agentes do FBI e da Patrulha de Fronteira dos Estados Unidos.
Sean deve decidir se deve render-se ou tentar atravessar a fronteira, com o resultado dependendo se ele criou Daniel com alta ou baixa moralidade através de suas escolhas passadas. Se Sean decide se render, ele é preso enquanto Daniel mora com Claire e Stephen antes de reencontrarem-se quando Sean é libertado da prisão quinze anos depois, ou é morto quando Daniel os força a atravessar a fronteira, o que faz com que Daniel cresça em Puerto Lobos sozinho e siga uma carreira criminosa. Se Sean optar por atravessar a fronteira, ele vai para o México com a ajuda de Daniel, que então se rende ao FBI e vive com Claire e Stephen, enquanto Sean mora em Puerto Lobos sozinho ou com Cassidy ou Finn, ou fica com Sean após a travessia da fronteira levando até um final onde os irmãos abrem uma garagem como o pai fez em Puerto Lobos e usam os poderes de Daniel para se protegerem.

## Desenvolvimento
Após o sucesso alcançado por Life Is Strange, a desenvolvedora Dontnod Entertainment anunciou a produção de uma sequência. Desde o princípio, foi decidido que a sequência apresentaria novos personagens e locais originais. Esta decisão foi feita pelos desenvolvedores acreditarem que a história de Max e Chloe estava concluída.
Foi a pergunta que todos nós fizemos no começo.  É a Max e a Chloe, Arcadia Bay? Não, trata-se de personagens do cotidiano, personagens relacionados com histórias nas quais você pode se envolver porque reflete suas próprias experiências. Com algumas coisinhas sobrenaturais por cima. [...] Todo mundo amou Max, Chloe, Rachel ... Mas [a história delas] ... está completa. Não temos mais nada para dizer. Nós não queremos. Outras pessoas farão isso e está tudo bem ... Mas para nós, não temos mais nada a fazer. Pegue-os e façam o que quiser.— Raoul Barbet em entrevista para IGN.
Os criadores do jogo ainda trouxeram David Madsen, um personagem do primeiro jogo, de volta. Embora uma das principais facetas de David tenha sido a de que ele tenha sobrevivido ao final de Life Is Strange, a Dontnod sentiu que era necessário mostrar alguma redenção e mudança de caráter nos eventos do jogo. Além disso, enquanto David ajuda fornecendo algumas dicas sobre o destino de Max e Chloe, um novo jogador que começou com Life Is Strange 2 não ficaria confuso com sua introdução, o que poderia acontecer caso tivessem usado a Max ou Chloe.
O desenvolvimento do jogo começou no início de 2016, na época em que a edição de varejo de Life Is Strange foi lançada. Michel Koch e Raoul Barbet retornaram para dirigir a sequência em conjunto com Christian Divine, Jean-Luc Cano e Jonathan Morali reprisando, respectivamente, seus papéis como co-roteiristas e compositores. O conceito de Life Is Strange 2 foi influenciado pelas fotografias de Mike Brodie, um fotógrafo que viaja livremente pelos Estados Unidos e tira fotos de desabrigados. O jogo foi estruturado como um filme de estrada, inspirado no longa-metragem Into the Wild e no livro Ratos e Homens. A Dontnod conduziu uma pesquisa de campo realizada na Costa Eeste dos Estados Unidos, conhecendo pessoas e tirando fotos pela região. Os dois temas principais do jogo são educação e fraternidade. Utilizando o motor de jogo Unreal Engine 4, os desenvolvedores atualizaram o sistema de animação, a física e os shaders. De acordo com a Dontnod, um dos maiores desafios do desenvolvimento do título foi a inteligência artificial empregada no personagem Daniel. A trilha sonora do jogo é composta por faixas originais e licenciadas. As faixas licenciadas incluem, entre outras, canções de Phoenix, The Streets, Sufjan Stevens, First Aid Kit, e Gorillaz.

## Lançamento
O primeiro do total de cinco episódios, Roads (que anteriormente era intitulado como Seattle), foi lançado em 27 de setembro de 2018 para as plataformas Microsoft Windows, PlayStation 4 e Xbox One. A Feral Interactive anunciou que publicaria as versões desse episódio para os sistemas macOS e Linux ao longo de 2019 no entanto nenhuma data de lançamento chegou a ser estipulada. O segundo episódio, Rules, foi lançado em 24 de janeiro de 2019 em conjunto com um trailer em live-action no intuito de promover o episódio. O terceiro episódio, Wastelands, foi lançado em 9 de maio de 2019. O quarto episódio, Faith, foi lançado em 22 de agosto de 2019 e por fim o episódio final, Wolves, foi lançado em 3 de dezembro de 2019.
Em referência à longa janela de desenvolvimento e lançamento entre os episódios, a Dontnod divulgou uma declaração dizendo: "A série Life Is Strange é um projeto íntimo de todos os nossos corações pelo qual não queremos apressar o desenvolvimento e, assim, deixar de atender às referência de qualidade e impacto emocional que vocês, nossos jogadores, merecem."
As edições de caixa do jogo foram anunciadas em 14 de outubro de 2019 para lançamento em 3 de dezembro de 2019 e 4 de fevereiro de 2020. A Feral Interactive lançou a temporada completa para os sistemas macOS e Linux no dia 19 de dezembro de 2019. O jogo recebeu uma tradução em japonês no dia 26 de março de 2020 no PlayStation 4 bem como uma expansão de conteúdo com Pacotes de Idiomas, que também foi lançada de forma gratuita mundialmente para todas as plataformas. Em 18 de setembro de 2020, o Episódio 1: Roads tornou-se gratuito para todas as plataformas.

## Recepção

### Crítica
| Jogo                   | Metacritic                          |
| ---------------------- | ----------------------------------- |
| Temporada Completa     | PC: 70/100 PS4: 78/100 XONE: 79/100 |
| Episódio 1: Roads      | PC: 80/100 PS4: 81/100 XONE: 80/100 |
| Episódio 2: Rules      | PC: 79/100 PS4: 73/100 XONE: 74/100 |
| Episódio 3: Wastelands | PC: 78/100 PS4: 75/100 XONE: 73/100 |
| Episódio 4: Faith      | PC: 82/100 PS4: 77/100 XONE: 74/100 |
| Episódio 5: Wolves     | PC: 83/100 PS4: 82/100 XONE: 83/100 |

O The Verge disse em sua análise que o jogo "entra em tópicos mais políticos e oportunos", com o primeiro episódio tendo lugar em outubro de 2016, logo antes das eleições presidenciais nos Estados Unidos daquele ano. Os personagens comentam sobre "construir muros" e preocupam-se com o que acontecerá caso Donald Trump vença a eleição, e isso pareceu uma "declaração poderosa sobre a política americana durante um período muito tenso". Eles também disseram que "os diálogos são desajeitados parecendo que foi feito por um tradutor adolescente, mas existem momentos autênticos ... e também são repletos de muitos momentos bonitos e calmos". No geral, a análise afirma que o jogador ainda pode aproveitar o jogo, mesmo não tendo jogado os títulos anteriores da série.
Em seu veredicto, a IGN também opinou sobre a atmosfera política subjacente do jogo. Eles viram o primeiro episódio do jogo como uma "história maior e mais complexa do que a narrada por seu antecessor, seguindo uma viagem ao longo da América de Donald Trump", e disseram que "embora suas críticas sociais pareçam amplas e um pouco desajeitadas, sua história principal em volta da irmandade e fraternidade entre dois personagens críveis é enormemente tocante", e concluíram afirmando que "[A narrativa] cria tempo para pequenos detalhes e momentos tranquilos e, quando o faz, é capaz de transmitir uma beleza que raramente vemos nos jogos".
O GamesRadar ficou desapontado com o jogo, declarando que a nova temporada teve um um "começo lento" e que embora "a história tenha alguns momentos incrivelmente poderosos e bem construídos, ela não se encaixa bem de maneira particular". Ele também demonstrou preocupação com a "falta de jogabilidade real, combinada com consequências e escolhas inconsistentes". Em relação aos aspectos positivos, ele elogiou as configurações e o clima geral da história como "maravilhosamente criados, e a trilha sonora é assustadoramente bonita como sempre". O website concluiu a análise afirmando que os fãs do jogo "sem dúvida apreciarão o que está aqui, mas a maioria espera muito mais dos próximos episódios... este é um trabalho em andamento".
Em sua análise do jogo, o Game Informer elogiou os aspectos políticos, observando que "a vulnerabilidade de ser examinado por outros traz dimensão aos personagens e me conecta à sua situação, sem que ela pareça insensata" e, sobre o enredo político, ele disse que está sendo "tratado com cuidado sendo incrementado detalhes que o deixam genuínos o suficiente para trabalharem". Ele concluiu dizendo que a temporada começa com um "pé direito, apresentando novos personagens interessantes, localidades e uma história envolvente sobre fraternidade".
Após o lançamento da temporada completa, a revista PC Gamer criticou o fato do principal recurso do jogo estar efetivamente fora das mãos do jogador, chamando-o de "um conceito fascinante, raramente explorado fora da ideia da IA desonesta, mas em uma série que supostamente mantém a escolha do jogador em tão alta consideração, está profundamente fora de lugar". Além disso, eles criticaram o cronograma de lançamento dos episódios individuais, afirmando que "era difícil permanecer engajado entre os capítulos", porque eles estreavam com até quatro meses de diferença entre si e descreviam a história do jogo como uma mudança "da vinheta para a vinheta" em vez de se comprometer com o retrato direto de uma jornada de 1.500 milhas.
As análises em geral aprovaram a forma como o jogo foi concluído.

### Prêmios
| Ano  | Prêmio                           | Categoria                                                                                             | Resultado | Ref.          |
| ---- | -------------------------------- | --- | --------- | ------------- |
| 2018 | Gamescom                         | Melhor Jogo Casual                                                                                    | Indicado  | [ 67 ] [ 68 ] |
| 2018 | Gamescom                         | Melhor Jogo de Família                                                                                | Indicado  | [ 67 ] [ 68 ] |
| 2018 | Gamescom                         | Melhor Jogo de PC                                                                                     | Indicado  | [ 67 ] [ 68 ] |
| 2018 | Ping Awards                      | Melhor Jogo de Console                                                                                | Indicado  | [ 69 ] [ 70 ] |
| 2018 | Ping Awards                      | Melhor Gráfico                                                                                        | Indicado  | [ 69 ] [ 70 ] |
| 2018 | Ping Awards                      | Melhor Roteiro                                                                                        | Indicado  | [ 69 ] [ 70 ] |
| 2018 | Ping Awards                      | Melhor Trilha Sonora                                                                                  | Indicado  | [ 69 ] [ 70 ] |
| 2018 | Ping Awards                      | Prêmio Especial do Júri                                                                               | Venceu    | [ 69 ] [ 70 ] |
| 2018 | Golden Joystick Awards           | Melhor Design de Áudio                                                                                | Indicado  | [ 71 ] [ 72 ] |
| 2018 | The Game Awards 2018             | Melhor Narrativa (Episódio 1)                                                                         | Indicado  | [ 73 ] [ 74 ] |
| 2018 | The Game Awards 2018             | Jogo Mais Impactante (Episódio 1)                                                                     | Indicado  | [ 73 ] [ 74 ] |
| 2019 | New York Game Awards 2019        | Prêmio Herman Melville de Melhor Roteiro (Episódio 1)                                                 | Indicado  | [ 75 ]        |
| 2019 | 15º British Academy Games Awards | Jogo Além do Entretenimento                                                                           | Indicado  | [ 76 ]        |
| 2019 | Italian Video Game Awards        | Melhor Narrativa                                                                                      | Indicado  | [ 77 ]        |
| 2019 | Titanium Awards                  | Melhor Design de Narrativa                                                                            | Indicado  | [ 78 ]        |
| 2019 | The Game Awards 2019             | Jogo Mais Impactante                                                                                  | Indicado  | [ 79 ]        |
| 2020 | New York Game Awards 2020        | Prêmio Herman Melville de Melhor Roteiro                                                              | Indicado  | [ 80 ]        |
| 2020 | Pégases Awards 2020              | Melhor Jogo                                                                                           | Indicado  | [ 81 ] [ 82 ] |
| 2020 | Pégases Awards 2020              | Melhores Lições de Vida em um Jogo                                                                    | Indicado  | [ 81 ] [ 82 ] |
| 2020 | Pégases Awards 2020              | Melhor Áudio                                                                                          | Indicado  | [ 81 ] [ 82 ] |
| 2020 | Pégases Awards 2020              | Melhor Narrativa                                                                                      | Venceu    | [ 81 ] [ 82 ] |
| 2020 | Pégases Awards 2020              | Melhor Cenário de Jogo                                                                                | Indicado  | [ 81 ] [ 82 ] |
| 2020 | Pégases Awards 2020              | Melhor Personagem                                                                                     | Indicado  | [ 81 ] [ 82 ] |
| 2020 | 16º British Academy Games Awards | Jogo Além do Entretenimento                                                                           | Indicado  | [ 83 ] [ 84 ] |
| 2020 | 16º British Academy Games Awards | Narrativa (Episódios 2-5)                                                                             | Indicado  | [ 83 ] [ 84 ] |
| 2020 | 16º British Academy Games Awards | Performance em Papel Principal (Gonzalo Martin como "Sean Diaz") (Episódios 2-5)                      | Venceu    | [ 83 ] [ 84 ] |
| 2020 | 16º British Academy Games Awards | Performance em Papel Coadjuvante (Jolene Anderson como "Karen Reynolds") (Episódios 2-5)              | Indicado  | [ 83 ] [ 84 ] |
| 2020 | 16º British Academy Games Awards | Performance em Papel Coadjuvante (Sarah Bartholomew como "Cassidy (Lucy Rose Jones)") (Episódios 2-5) | Indicado  | [ 83 ] [ 84 ] |
| 2020 | Games for Change Awards          | Impacto Mais Significativo                                                                            | Indicado  | [ 85 ]        |